# Associazione Otolaringologi Ospedalieri Italiani
La Associazione Otolaringologi Ospedalieri Italiani (A.O.O.I.) è una organizzazione medica scientifica italiana che rappresenta gli specialisti in otorinolaringoiatria ospedalieri.
Questa società nasce nel 1947 con il nome di Gruppo Otologi Ospedalieri Italiani (G.O.O.I.) che successivamente diviene Associazione Otolaringologi Ospedalieri Italiani. La sigla della società è A.O.O.I.
<<Tale Gruppo, a carattere prevalentemente sindacale, avrà lo scopo di tutelare gli interessi morali e materiali degli ospedalieri otologi, specialmente per quanto riguarda la disciplina e la salvaguardia dei concorsi e della carriera ospedaliera.>> (atto costitutivo dell'AOOI) 
L’A.O.O.I. assieme all’Associazione degli Otorinolaringoiatri Universitari (A.U.O.R.L.) costituisce oggi la  Società italiana di otorinolaringologia e chirurgia cervico-facciale (S.I.O. e Ch.C.F.), organizzazione medica scientifica italiana che rappresenta gli specialisti in otorinolaringoiatria ospedalieri, universitari e libero professionisti.
L'Associazione Otorinolaringoiatri Ospedalieri Italiani fa dell'aggiornamento scientifico un cardine fondamentale della propria esistenza e in quest'ottica ha istituito al suo interno il Comitato per la Formazione e l'Aggiornamento (C.o.F.A.) che nel 2018 si trasforma e prende il nome di Comitato Scientifico per la Formazione e l'Aggiornamento (C.o.S.F.A.).

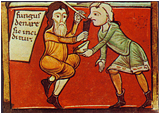
Logo dell'AOOI

## Storia
Il 14 aprile 1947 nasce il Gruppo Otologi Ospedalieri Italiani (G.O.O.I.) presso il Reparto di Otorinolaringoiatria dell’Ospedale S. Camillo di Roma.
Il gruppo nasce per:
1. la necessità di disciplinare l’abitudine dell’epoca di uniformare il primariato ospedaliero con la direzione universitaria;
2. il timore che gli specialisti ospedalieri dell’epoca fossero penalizzati rispetto ai concorrenti universitari alla riapertura dei concorsi pubblici, ormai bloccati dal 1939;
3. la necessità dell’epoca di creare nuovi reparti di ORL anche in ospedali di prima e seconda categoria privi di questa specializzazione.

Il Gruppo nasce sulla spinta di una profonda trasformazione scientifica e culturale che investe l'Italia intorno alla metà del secolo, nell’immediato dopoguerra. La medicina, trascinata dalle importanti scoperte scientifiche dell'epoca, vive un periodo di enfatizzazione del proprio ruolo all’interno della società, spingendo migliaia di giovani a scegliere questo percorso di studi. E così, da un lato aumenta in modo importante il numero dei medici laureati desiderosi di divenire otorinolaringoiatri, dall'altro lato, invece, gli specialisti ospedalieri già affermati vivono una situazione di grave instabilità professionale tra i contratti a termine dell’epoca e la progressiva mutualizzazione del Paese, responsabile di una riduzione delle opportunità economiche offerte dalla libera professione.
Non meno importante è la spinta scientifica sentita dalla componente ospedaliera nell’ambito della Società Italiana di Laringologia, Otologia, Rinologia (S.I.L.O.R.) che spinge così i Soci Fondatori, sia per ragioni politico-sindacali, sia per ragioni scientifiche, a costituire il Gruppo Otologi Ospedalieri Italiani (G.O.O.I.).
Il 3 luglio 1947 nasce il G.O.O.I. a Roma, la prima tra le organizzazioni mediche specialistiche ospedaliere a nascere in Italia.
Dieci anni dopo, però, nel 1957, sorgono le prime proposte di modifica della sigla del Gruppo, da G.O.O.I. in S.O.O.I. (Società Otologi Ospedalieri Italiani), e successivamente da G.O.O.I. in A.L.O.I. (Associazione Laringologi Ospedalieri Italiani). Ma sarà solo nel 1963 che, attraverso un referendum tra i soci, la società verrà rinominata da G.O.O.I. in A.O.O.I. (Associazione Otologi Ospedalieri Italiani).
L'AOOI gode di un periodo di crescita scientifica e di associazionismo costante nel corso dei decenni fino al primo decennio del 2000.
Nel biennio 2012-2014, a seguito di una modifica nel regolamento della SIOeChCF presieduta dal Prof. Filipo, gli otorinolaringoiatri iscritti a SIOeChCF e AOOI diventano obbligati a sottoscrivere una assicurazione professionale con il broker assicurativo AON. L'obbligo previsto, e il conseguente sostanzioso aumento pecuniario della quota associativa, causa il più importante crollo delle iscrizioni degli specialisti otorinolaringoiatri nella storia di SIOeChCF e AOOI.
A partire dal 2014, dinnanzi a questo crollo del numero degli associati, sulla spinta dei neo-eletti Presidenti, Dott. Domenico Cuda prima, e Dott. Giovanni Danesi poi, l'Associazione spinge per la rimozione dell'obbligo assicurativo per gli iscritti (che diviene facoltativo per gli associati)  , e introduce all'interno del Direttivo di Presidenza la figura di un Responsabile Web, individuato nel Dott. Paolo Petrone, che fino a quel momento aveva rivestito un analogo ruolo in seno al GAO - Gruppo Apulo di Otorinolaringoiatria. Al Responsabile Web viene affidato il compito di unire competenze informatiche e comunicazione medico-scientifica per ampliare la brand-identity e la brand-loyalty dell'Associazione, con l'obiettivo di tornare a far crescere il numero degli associati  .
L'AOOI ricostruisce il proprio sito web e sbarca sui social network (Facebook e Instagram) con una nuova veste e nuovi contenuti, mirando soprattutto al coinvolgimento delle nuove generazioni di specialisti, e anticipando le necessità normative in materia di trasparenza che di lì a poco verranno definite dalla Legge Gelli nell'ambito dell'accreditamento delle società scientifiche a livello ministeriale.
Nel 2017, l'AOOI avvia il procedimento di accreditamento ministeriale  che si conclude dopo diversi mesi con l'iscrizione al Registro delle Società Medico-Scientifiche riconosciute dal Ministero della Salute per la definizione di Linee Guida in materia di otorinolaringoiatria  .
L'AOOI, oggi, riunisce tutti gli specialisti ORL ospedalieri italiani in una società scientifica riconosciuta a livello ministeriale, e persegue il riconoscimento dell’esercizio professionale degli otorinolaringoiatri in ambito ospedaliero e la promozione della loro educazione scientifica e culturale.

## Comitato Scientifico per la Formazione e l'Aggiornamento (C.o.S.F.A.)
Il Comitato per la Formazione e l'Aggiornamento (C.o.F.A.) è un comitato scientifico istituito all'interno dell'Associazione Otolaringologi Ospedalieri Italiani per consentire la formazione e l'aggiornamento dei medici specialisti ospedalieri ORL. Nel 2018 il C.o.F.A., nell'ottica di evoluzione e richiesta di accreditamento dell'AOOI quale società accreditata a livello ministeriale per la produzione di linee guida, si trasforma e prende il nome di Comitato Scientifico per la Formazione e l'Aggiornamento (C.o.S.F.A.).
Attraverso la costituzione di questo Comitato, la Società cerca di offrire ai propri soci un programma permanente e pluriennale di formazione e di aggiornamento, con una spinta pratica e applicativa, in modo da consentire un'alta competenza professionale e scientifica ai propri iscritti. In particolare hanno questo indirizzo applicativo-scientifico i Corsi di perfezionamento A.O.O.I., accreditati dalla società, dopo processo di verifica del C.o.S.F.A. e approvazione del Consiglio Direttivo.
Più recentemente, il C.o.S.F.A. ha sviluppato anche attività orientate verso specifiche tematiche con degli standards metodologici di alto livello qualitativo, con possibilità di autofinanziamenti e donazioni liberali per garantire la natura indipendente delle sperimentazioni.
I Corsi di perfezionamento del C.o.S.F.A. sono basati su quattro aspetti:
- un numero di discenti ristretto, eccezion fatta per alcuni corsi per la cui particolare difficoltà organizzativa può divenire necessario un numero maggiore di iscritti;
- didattica teorico-pratica per consentire l'acquisizione di abilità specifiche, mediante insegnamento di tipo tutoriale;
- attività chirurgica in sala operatoria;
- una metodologia didattica basata sul "problem solving" e sulla discussione dei casi clinici fatta in gruppo.

Per questo motivo, la società propone una suddivisione dei corsi secondo il criterio del percorso formativo, basando i corsi su livelli di apprendimento differente, a seconda del percorso specialistico del discente e seguendo il discente nella sua curva di apprendimento:
- Corsi di I livello.

Per specialisti che vogliono approfondire il proprio sapere partendo da un primo livello didattico (anatomia chirurgica e nozioni di base).
- Corsi di II livello.

Per specialisti con esperienza che desiderano migliorare le proprie conoscenze nei confronti di patologie e/o tecniche più complesse.
- Corsi di III livello.

Per specialisti esperti che desiderano migliorare le proprie conoscenze nei confronti di patologie e/o tecniche più rare e molto impegnative.
- Corsi Master.

Per specialisti esperti che desiderano migliorare le proprie conoscenze in un settore specifico della specialità, mediante un updating dell'argomento.

## Presidenti AOOI
1947 Giorgio Ferreri 

1950 Giorgio Ferreri 

1952 E. Liveriero 

1954 Alfonso D’Avino 

1956 Alfonso D’Avino 

1958 Luigi Coiazzi 

1960 Ettore Tavani

1962 Ettore Tavani

1964 Enrico De Amicis

1966 G. Bellussi 

1968 G. Borasi

1970 G. De Vido

1972 E. Clerici

1974 D. Canciullo

1976 A. Sellari-Franceschini

1978 A. Sellari-Franceschini

1980 Dino Felisati 

1982 Lucio Coppo 

1984 Giancarlo Zaoli 

1986 Piero Miani  

1988 Lorenzo Marcucci  

1990 Giuliano Perfumo 

1992 Italo Serafini 

1994 Giorgio Sperati 

1996 Enrico de Campora 

1998 Pasquale Laudadio 

2000 Michele De Benedetto 

2002 Delfo Casolino   

2004 Marco Piemonte 

2006 Angelo Camaioni 

2008 Giuseppe Spriano 

2010 Carlo Antonio Leone 

2012 Claudio Vicini  

2014 Domenico Cuda

2016 Giovanni Danesi 

2018 Marco Radici 

2020 Michele Barbara 

2022 Giuseppe Tortoriello